# Amoral
För den filosofiska betydelsen av amoral, se Amoralism
Amoral var ett rockband från Helsingfors, Finland. Bandet bildades 1997. Deras musik är att karaktärisera som technical death metal (tidigt skede) och Technical melodic metal med rock element (senare skede). Bandet splittrades 2017.

## Medlemmar
Senaste medlemmar
- Juhana Karlsson – trummor (1997–2017)
- Ben Varon (Benjamin Varonen) – gitarr (1997–2017)
- Niko Kalliojärvi – sång (2002–2008, 2015–2017), gitarr (2015–2017)
- Pekka Johansson – basgitarr (2008–2017)
- Ari Koivunen – sång (2008–2017)
- Masi Hukari – gitarr (2011–2017)

Tidigare medlemmar
- Silver Ots – gitarr (1997–2010), basgitarr (2001)
- Matti Pitkänen – sång (2000–2002)
- Ville Sorvali – basgitarr (2001–2004)
- Erkki Silvennoinen – basgitarr (2004–2007)

Turnerande medlemmar
- Tommy Tuovinen – sång (2016)

## Diskografi
Demo
- Desolation (2001)
- Demo II (2002)
- Other Flesh (2002)

Studioalbum
- Wound Creations (2004)
- Decrowning (2005)
- Reptile Ride (2007)
- Show Your Colors (2009)
- Beneath (2011)
- Fallen Leaves & Dead Sparrows (2014)
- In Sequence (2016)

Singlar
- "Leave Your Dead Behind / The Naked Sun" (2007)
- "The Year of the Suckerpunch" (2009)
- "Same Difference" (2011)
- "Burn" (2014)